# Tríptico de la Anunciación de Aix
El tríptico de la Anunciación de Aix es un retablo que data de los años 1443-1445, conservado en su momento en la Catedral de Saint-Sauveur de Aix-en-Provence, y hoy fragmentado en seis paneles dispersos entre tres museos y una iglesia. El panel central se solía conservar en la iglesia de la Madeleine de Aix-en-Provence, y actualmente se encuentra en el Museo du Vieil-Aix.

## Historia
La procedencia del retablo es bien conocida, ya que existen documentos que la atestiguan. Fue encargado el 9 de noviembre de 1442 en el testamento de un pañero de Aix, Pierre Corpici, proveedor del rey Renato I de Nápoles, para ocupar el altar de su capilla en la Catedral de Saint-Sauveur de Aix-en-Provence. Corpici encarga un tríptico con predela y guardapolvo, aunque no se sabe si llegaron a ejecutarse. El cuadro se terminó para el día de la Anunciación de 1444 o 1445. En 1618, el conjunto se traslada desde la capilla al baptisterio de la catedral. En 1623 todavía conserva los paneles laterales, que se perdieron antes de 1679. En 1791 seguía en el mismo lugar, según el alcalde de la época, que lo mandó trasladar a la iglesia de la Madeleine tras la Revolución francesa. Esta iglesia se clausuró en 2006 por motivos de seguridad, por lo que el cuadro se reubicó en otro templo de Aix, la iglesia du Saint-Esprit, y en 2016 pasó al museo du Vieil-Aix.
El panel izquierdo, que presenta al profeta Isaías en la parte interna y a la Magdalena en el reverso, reaparece en torno a 1900 desprovisto de las columnas que lo enmarcaban y de la naturaleza muerta de la parte superior. Pertenece entonces a la colección Cook de Richmond. El historiador de arte flamenco Georges Hulin de Loo lo relaciona en 1909 con la Anunciación de Aix. La naturaleza muerta, que refleja una estantería con libros, aflora ese mismo año en una venta en Ámsterdam y es adquirida por el Rijksmuseum.
El panel derecho, que se ha conservado completo, reaparece en marzo de 1923 durante una venta en París, cuyo catálogo ubica su procedencia en una residencia de los alrededores de Aix-en-Provence. Esta vez son los Museos Reales de Bellas Artes de Bélgica los que adquieren la tabla a petición del propio Hulin de Loo. En 1929 se presenta por primera vez el conjunto completo de los paneles en una exposición en el museo del Louvre.

## Composición

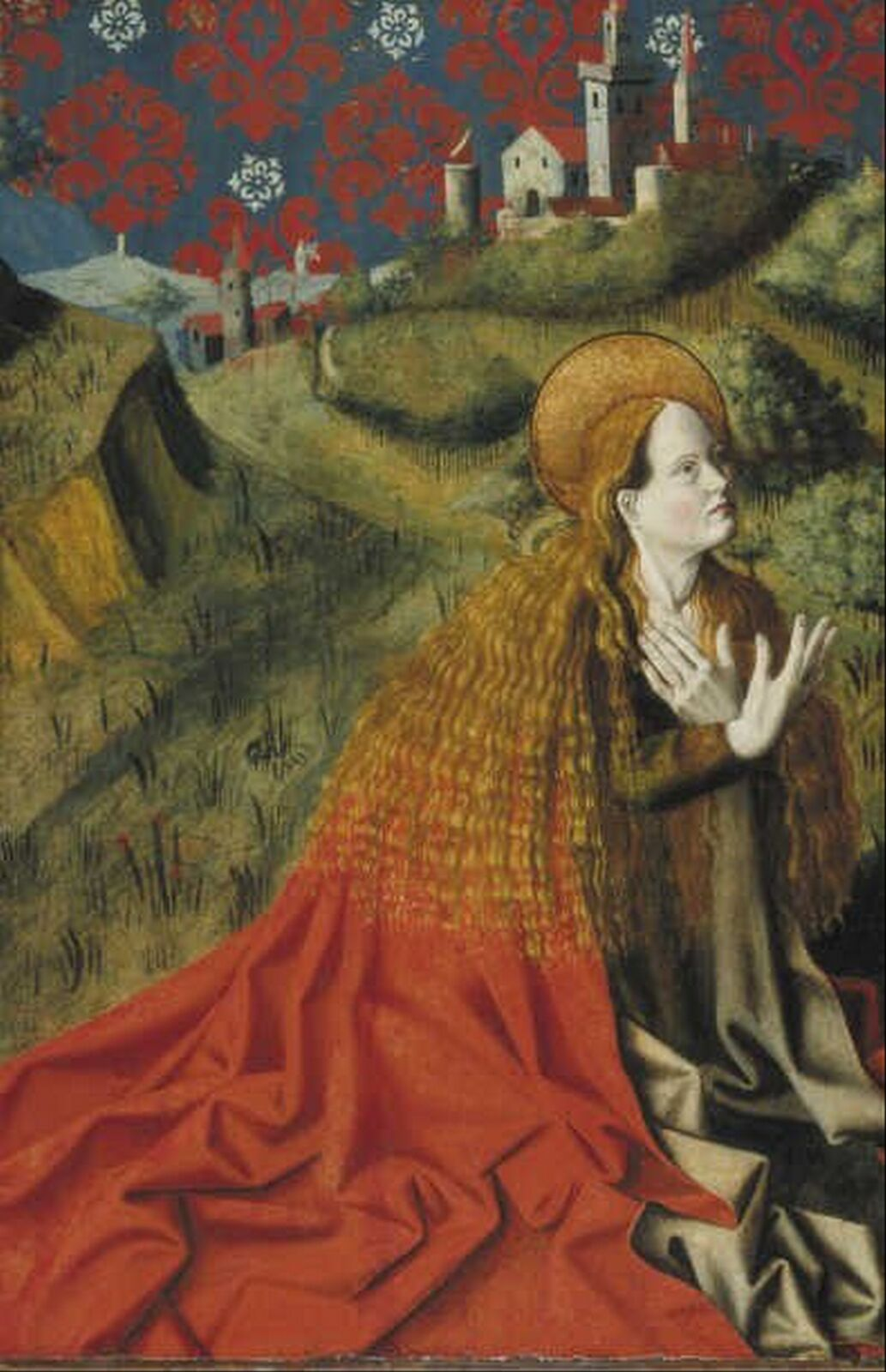
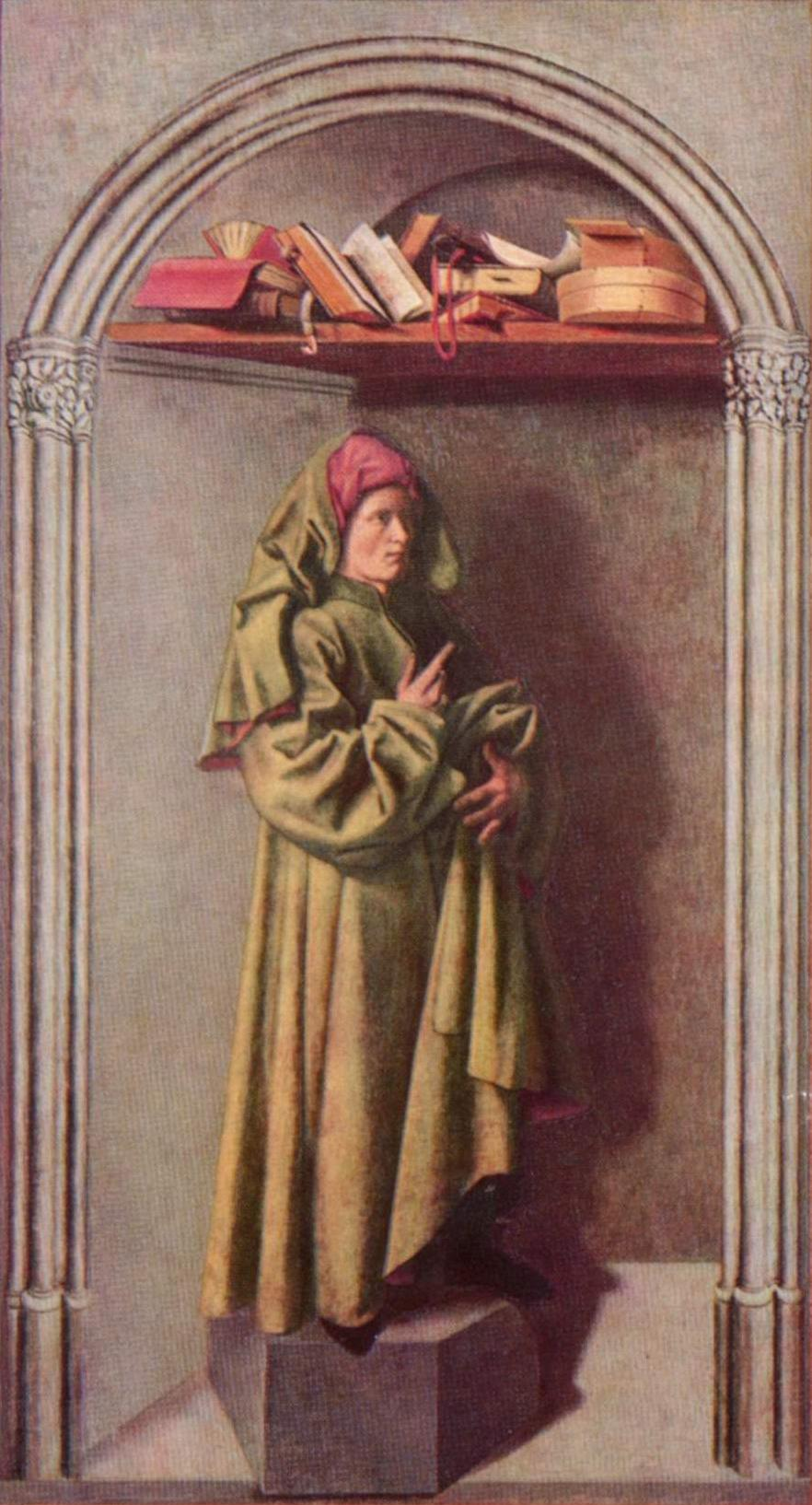
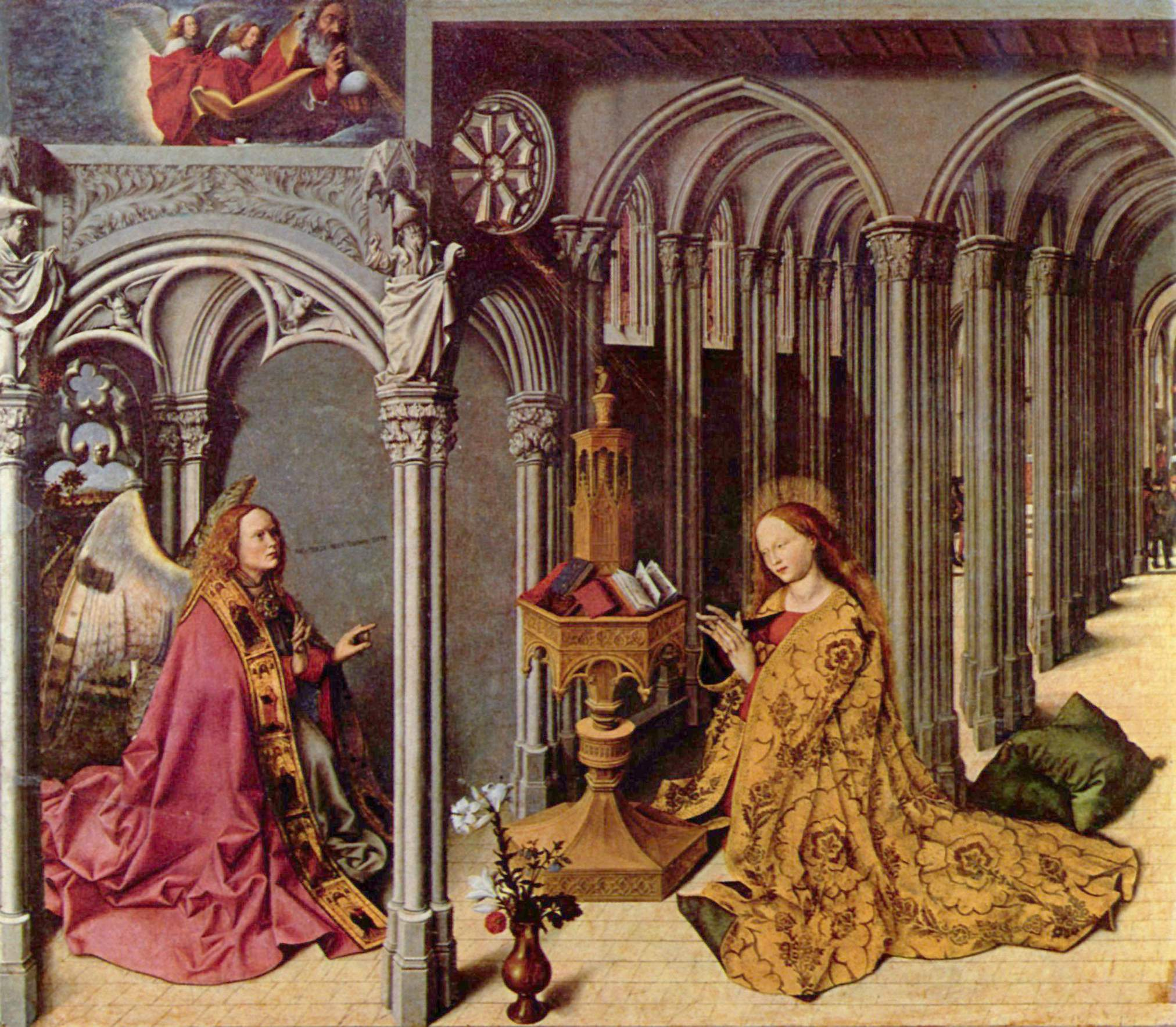
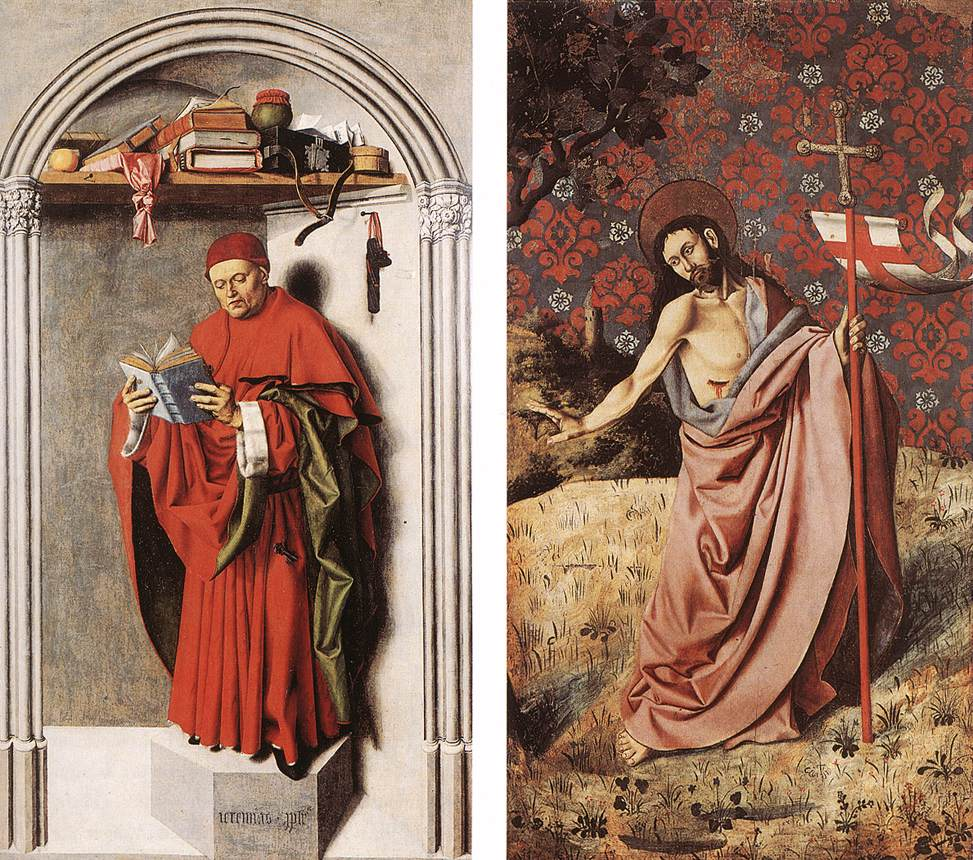

- Parte central: La Anunciación, iglesia de la Madeleine, Aix-en-Provence

- Panel izquierdo, parte superior: Naturaleza muerta con libros, Rijksmuseum, Ámsterdam

- Panel izquierdo, parte inferior: El profeta Isaías, Museo Boijmans Van Beuningen, Róterdam

- Panel derecho: El profeta Jeremías, Museo Real de Arte Antiguo, Bruselas

- Reverso del panel izquierdo: La Magdalena orante, Museo Boijmans Van Beuningen de Róterdam

- Reverso del panel derecho: Noli me tangere, Museo Real de Arte Antiguo de Bruselas

## Atribución
Tras años de atribuciones improbables, a principios del siglo XIX, los historiadores del arte franceses lo consideran obra de un artista francés, quizás de Borgoña, que ha viajado por Flandes y está activo en la Provenza, y como tal lo incluyen en la exposición de pintores primitivos franceses de 1904 en el Museo del Louvre. Por el contrario, un cierto número de historiadores del arte flamencos ven en el tríptico la mano de un artista flamenco que se hubiera instalado en el sur de Francia. Georges Hulin de Loo observa características de Barthélemy d'Eyck en la pintura y acuña por primera vez el nombre convencional de «maestro de la Anunciación de Aix». En 1904, lo relaciona con el autor del Retrato de hombre de 1456. A partir de entonces, los historiadores en general, entre ellos Charles Sterling, Michel Laclotte, Dominique Thiébaut o Nicole Reynaud, lo reconocen como obra de Barthélemy d'Eyck, pintor de la corte del rey Renato de Anjou y originario de la diócesis de Lieja.

#### Catálogos de exposiciones
- 1966 : Dans la lumière de Vermeer, Paris, Museo de l'Orangerie, 24 septiembre - 28 de noviembre de 1966.